# Larix occidentalis
Larix occidentalis är en tallväxtart som beskrevs av Thomas Nuttall. Larix occidentalis ingår i släktet lärkar och familjen tallväxter. Inga underarter finns listade i Catalogue of Life.
Arten förekommer i västra Nordamerika i provinsen British Columbia (Kanada) samt i delstaterna Oregon, Washington, Idaho och nordvästra Montana (USA). Den växer i kulliga områden och i bergstrakter mellan 600 och 2100 meter över havet. Vädret i regionen kännetecknas av kyliga somrar och måttlig kalla vintrar, ibland med intensivt snöfall. Årsnederbörden varierar mellan 450 och 875 mm.
I områden som drabbades av skogsbränder är Larix occidentalis ett av de första träden som etablerar sig och den kan vid dessa tillfällen bilda skogar där inga andra träd ingår. Senare tillkommer andra barrträd och contortatall blir den förhärskande arten. Andra barrträd i samma skogar är gultall, Pinus monticola, douglasgran, kustgran, jättetuja, jättehemlock och berggran.
På bergstrakternas toppar hittas istället andra barrträd som Larix lyallii, engelmannsgran och berghemlock.
Artens trä används bland annat för träpelare, för järnvägssliper, i gruvor och för pappersmassa. Trädets harts ingår bland annat i målarfärg. Larix occidentalis är inte sällsynt. IUCN kategoriserar arten globalt som livskraftig.

## Bildgalleri

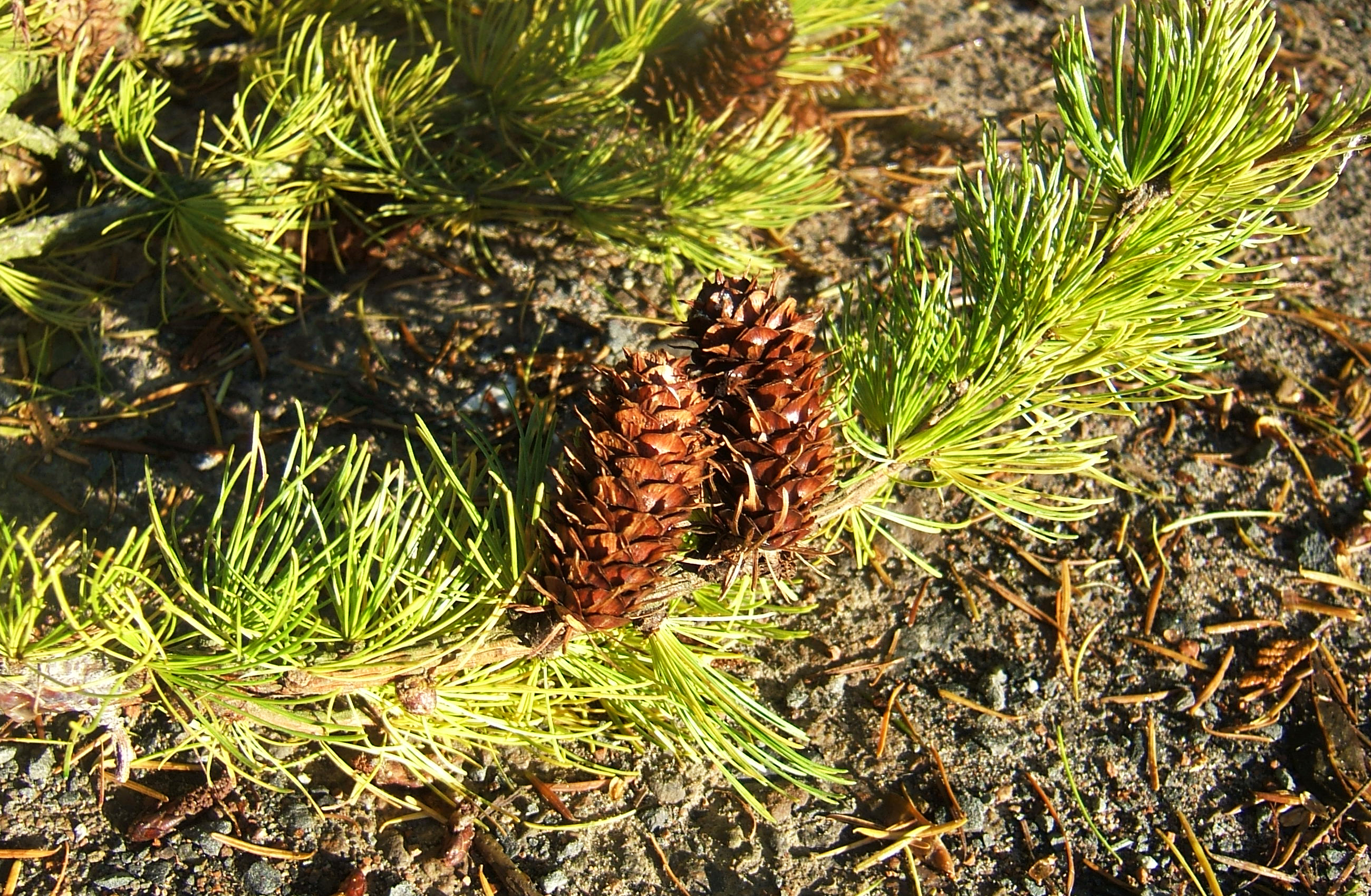
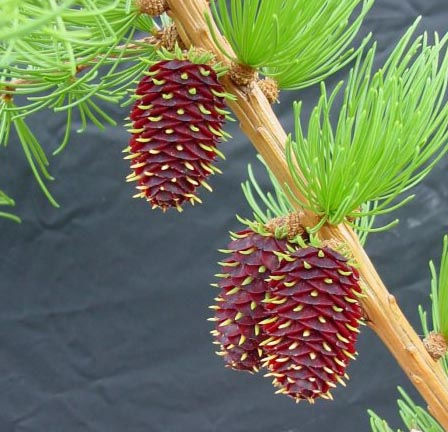
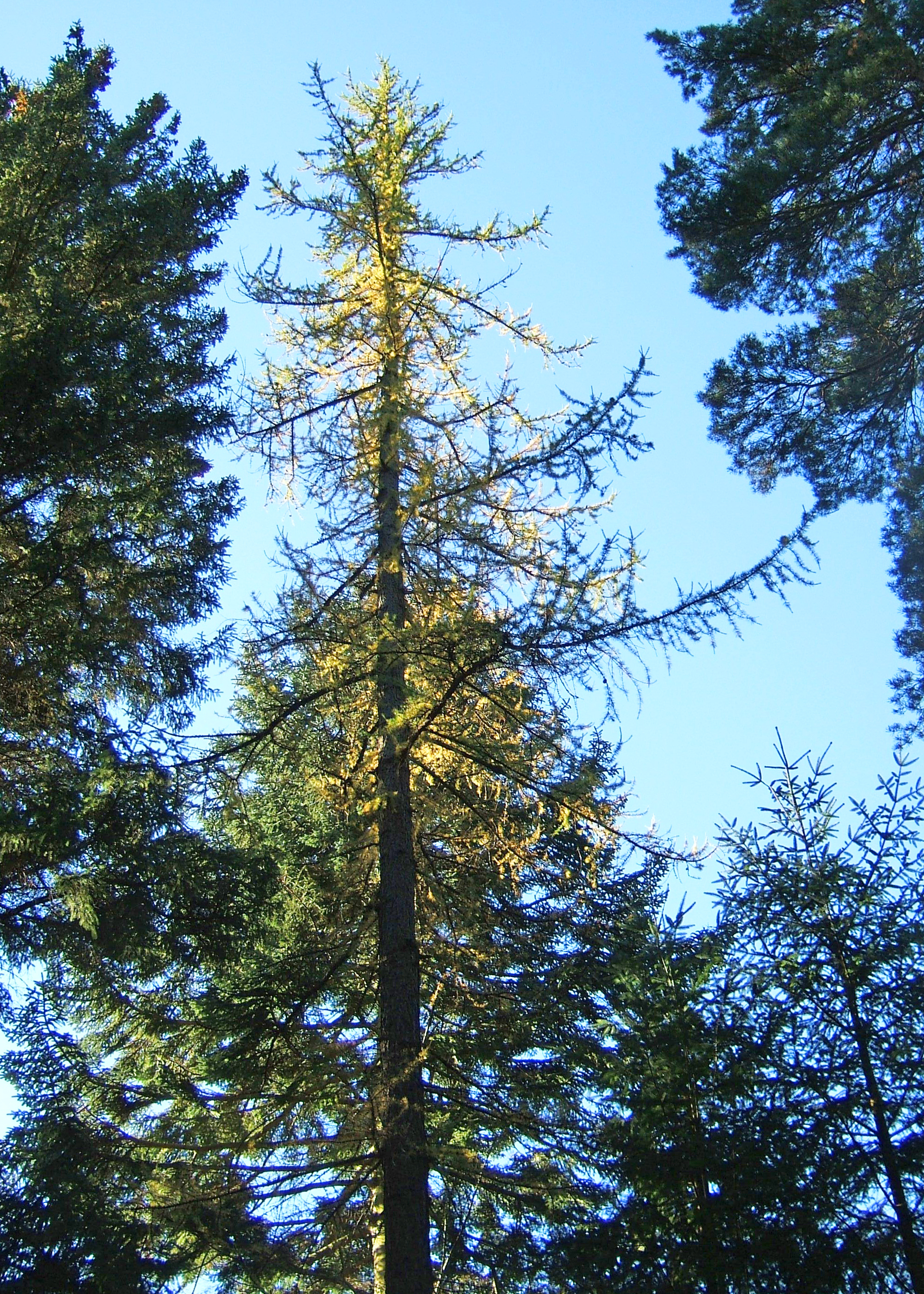
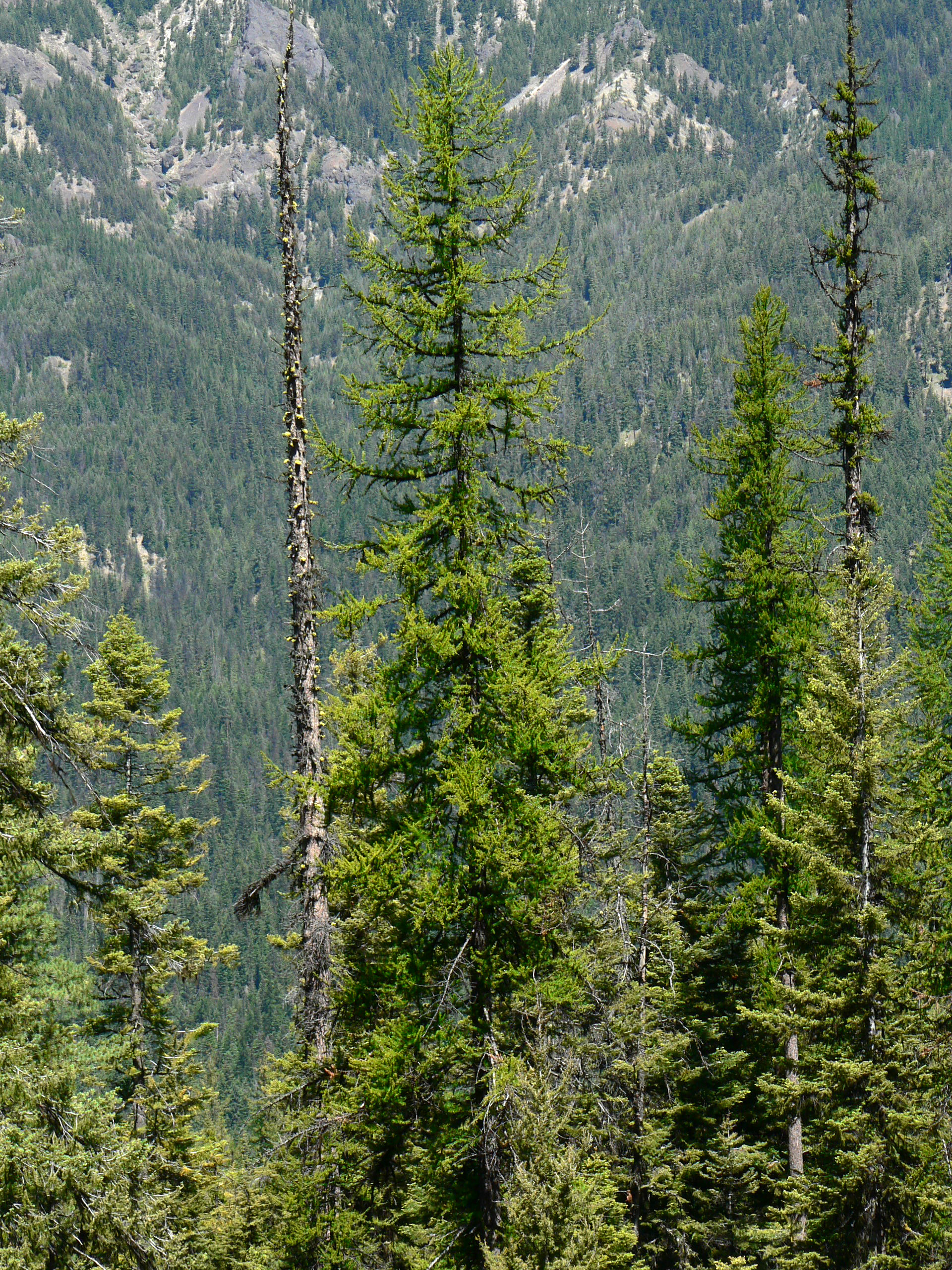
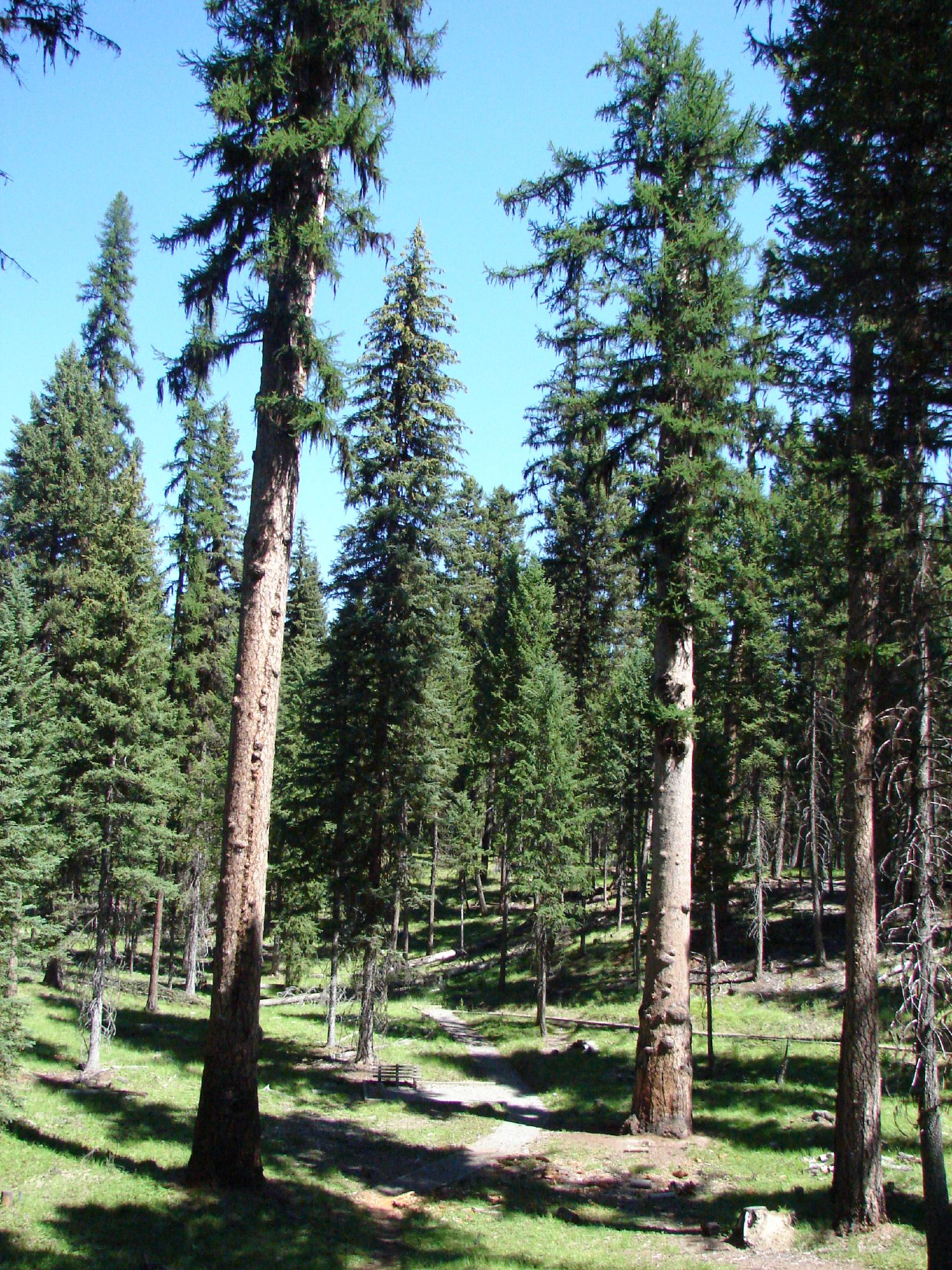
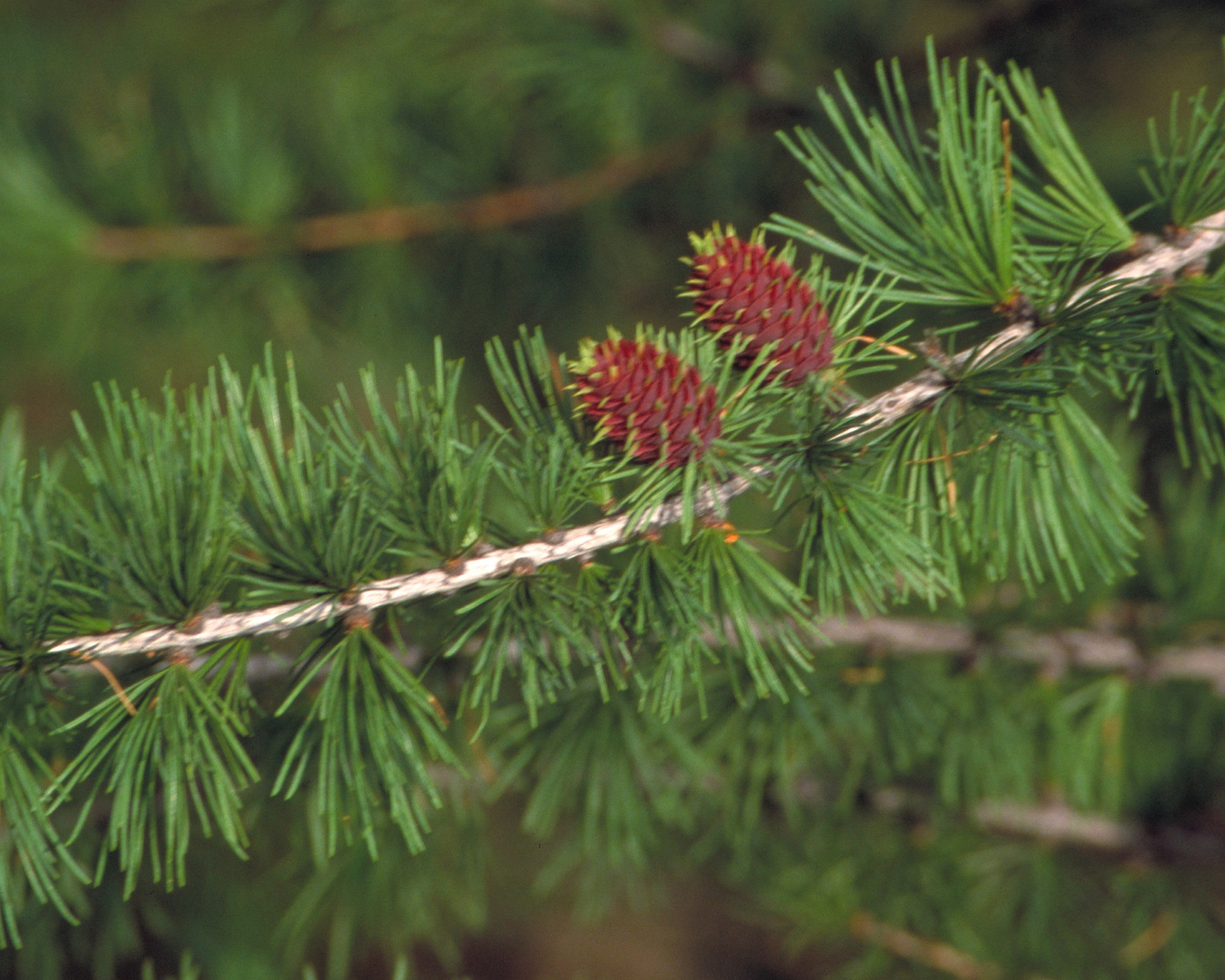